# 아라카와 도와
아라카와 도와(일본어: 荒川 永遠, 2003년 8월 29일~)는 일본의 축구 선수이다.

## 구단 경력
그는 2022년 J2리그의 몬테디오 야마가타에 입단했고, 2년동안 팀에서 뛰었다. 2024년 일본 풋볼 리그의 베어틴 미에로 이적했다.